# Васильевское (Медынский район)
Васильевское— деревня в Медынском районе Калужской области России. Входит  в сельское поселение «Деревня Михеево».
Расположена на реке Дранка.
Рядом —  деревни  Новосёлки и Малиновка.

## История
В Атласе Калужского наместничества 1782 года на этом месте обозначена пустошь Матвеева.
По данным на 1859 год Васильевское — владельческое сельцо Медынского уезда, расположенное по левую сторону от Московско-Вашавского шоссе. В нём 6 дворов и 80 жителей.
После реформ 1861 года сельцо Васильевское (Бахтиарово) вошло в Адуевскую волость. Население в 1892 году — 75 человек, в 1913 году — 152 человека.

## Население
| 2002 | 2010 |
| ---- | ---- |
| 0    | →0   |